# Tylosurus choram
Tylosurus choram — вид риб родини Belonidae.

## Назва
В англійській мові має назви «червономорська риба-голка» (англ. Red Sea needlefish). 
В біномінальній назві choram означає з арабської мови "риба-голка".

## Опис
Риба до 1,2 м завдовжки. Тіло видовжене з довгою мордою із голкоподібними зубами. Полює на дрібну рибу. Може вночі нападати на світло ліхтаря смертельно ранячи людей.

## Поширення та середовище існування
Живе у воді над кораловими рифами. Часто відвідує станції очистки. Від Червоного моря на заході до Оманської затоки.

## Галерея

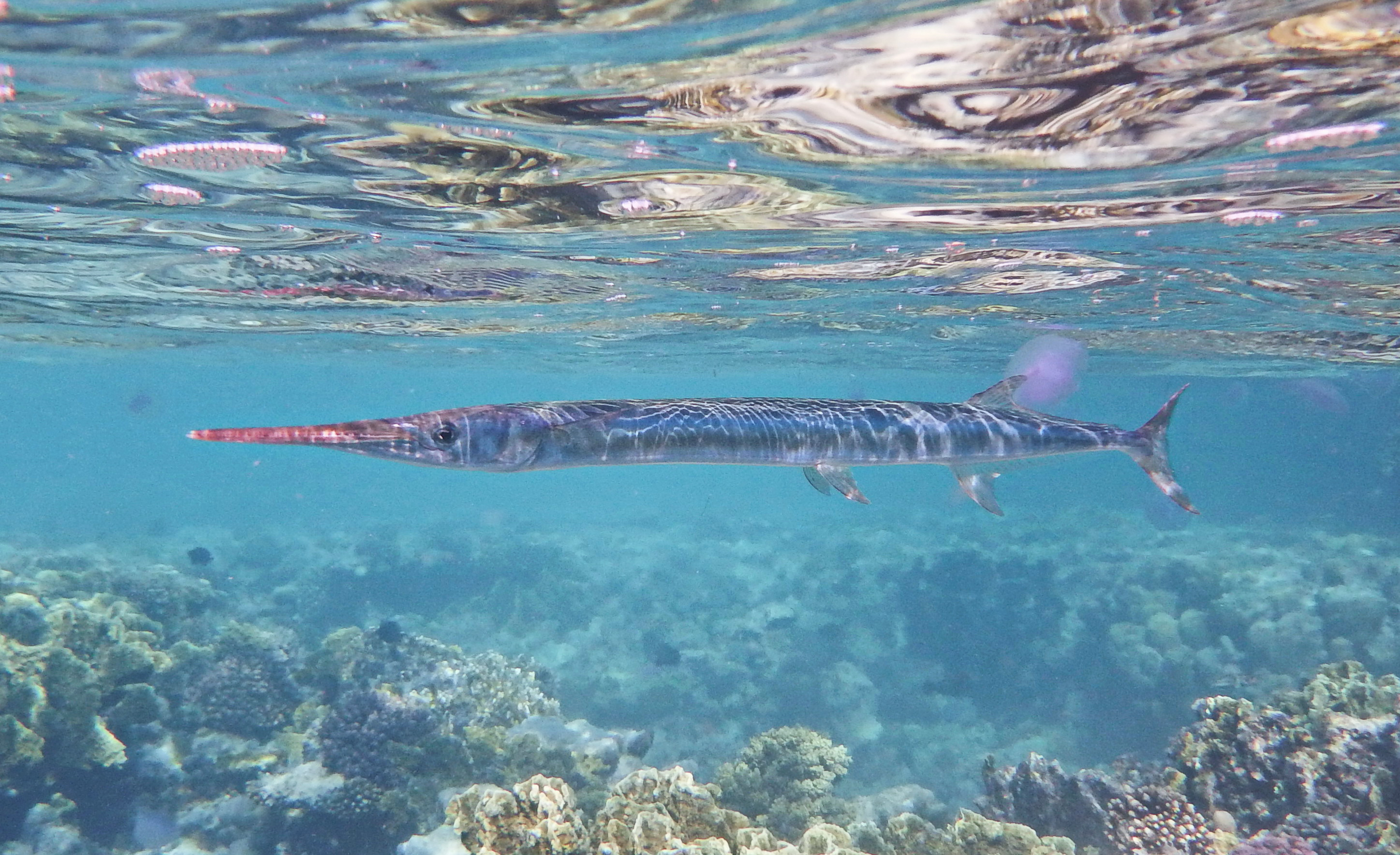
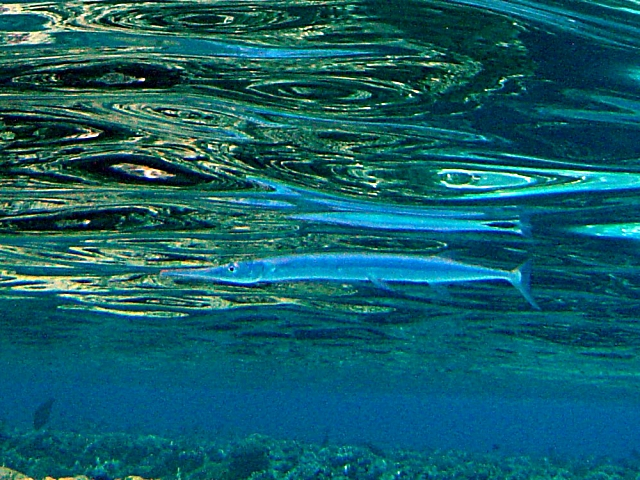